# Playa de El Sablón
La playa de El Sablón es una playa del concejo de Llanes (Principado de Asturias, España). Se enmarca en las playas de la Costa Oriental de Asturias, también llamada Costa Verde Asturiana, y está considerada paisaje protegido desde el punto de vista medioambiental (por su vegetación). Por este motivo está integrada, según información del Ministerio de Agricultura, Alimentación y Medio Ambiente, en el Paisaje Protegido de la Costa Oriental de Asturias.

## Descripción
La playa de El Sablón debe su nombre al vocablo asturiano sable, que significa arena. Está ubicada en el mismo casco urbano de la villa de Llanes. Posee un paseo marítimo completo, el conocido como Paseo de San Pedro, que es considerado una “Senda Costera”, que llega hasta San Antolín. Fue construido en 1847, es de césped natural y desde él se tiene una vista panorámica de la costa de Llanes y los montes de la sierra de Cuera.
Presenta forma de concha, limitada al oeste por la punta de San Pedro.
La playa está junto a los restos del castillo de Llanes, de los que queda en pie el conocido como Torreón de Llanes.
Presenta todo tipo de servicios, desde aseos, duchas, papeleras, servicio de limpieza, o teléfonos, a oficina de turismo, establecimientos de comida y bebida, y alquiler de sombrillas.